# 아베니다 브라지우
《아베니다 브라지우》(포르투갈어: Avenida Brasil)는 2012년 방영된 브라질의 텔레노벨라이다.